# Jean Dargassies
Jean Dargassies (Grisòlas, 15 de juliol de 1872 - Grisòlas, 7 d'agost de 1965) va ser un ciclista francès que fou professional entre el 1903 i el 1907. En el seu palmarès destaca la quarta posició final al Tour de França de 1904. Era anomenat Le forgeron de Grisolles.

## Palmarès
- 1904
  - 2n a la Bordeus-París
  - 4t al Tour de França

### Resultats al Tour de França
- 1903. 11è de la classificació general
- 1904. 4t de la classificació general
- 1905. Abandona (1a etapa)
- 1907. Abandona (5a etapa)